# NHK 삿포로 방송국
NHK 삿포로 방송국(札幌 放送局)은 이시카리 지청, 시리베시 지청, 소라치 지청 중남부(아사히카와 방송국의 관할구역을 제외한 지역)을 방송구역으로 하는 NHK의 지역방송국이며 중파·FM라디오·텔레비전 방송을 담당하고 있다.
홋카이도 지역 NHK 중심방송국 역할을 하기 때문에 NHK 홋카이도 방송국으로 불리기도 하며 홋카이도 전체를 총괄하는 방송총국급 지역방송국이다.

## 연혁
- 1927년 6월 20일 삿포로에 일본 방송협회 홋카이도 지부 설치
- 1928년 6월 5일 삿포로 방송국 개국(중파, 10kW)
- 1934년 5월 16일 일본 방송협회의 기구개혁에 의해 삿포로 중앙 방송국으로 개칭
- 1941년 10월 15일 오타루 출장소 개설
- 1941년 12월 26일 도요하라(현재의 유즈노사할린스크) 방송국개국
- 1943년 12월 1일 삿포로 중앙 방송국 도요하라 분실(가라후토에서 관리)설치
- 1944년 7월 21일 이와미자와 출장소 개설
- 1945년 9월 3일 삿포로 중앙국에서 라디오 제2방송 개시(중파, 500W)
- 1956년 12월 22일 종합 텔레비전 방송 개시(홋카이도 최초의 텔레비전 방송국)
- 1962년 6월 1일 교육 텔레비전 방송 개시
- 1962년 12월 24일 초단파(FM) 방송 실험국 방송 개시
- 1963년 12월 16일 초단파 방송 실험국, 초단파 방송 실용화 시험국이 된다
- 1964년 9월 24일 종합 텔레비전 칼라 방송을 개시
- 1965년 12월 24일 홋카이도 지역에서 종합 텔레비전 방송이 전부 컬러화가 완료된다.
- 1969년 3월 1일 FM방송 본방송 개시
- 1988년 7월 22일 오타루·이와미자와 방송국을 삿포로 방송국의 보도실로 격하.동시에 기타소라치 지구방송권을 아사히카와 방송국에 이관
- 2006년 6월 1일 지상 디지털 텔레비전 방송(종합·교육) 개시
- 2011년 7월 25일 지상파 아날로그 텔레비전 방송 종료됨.

### 구 오타루 방송국· 구 이와미자와 방송국
- 이전에는 오타루시와 이와미자와시에도 방송국이 설치되었었다.모두 방송국으로 등록되었지만 삿포로 방송국과 방송구역이 중첩된데다가 보도업무를 주로 담당했기 때문에, 1988년 7월 22일 실시된 NHK의 조직 재편에 의해 양 방송국 모두 삿포로 방송국 보도실로 격하되었으며 이와미자와 방송국이 담당하고 있던 소라치 지청 방송구역 가운데 아사히카와에 가까운 기타소라치 지역은 아사히카와 방송국으로 방송권이 이관되었다.
- 이 재편계획은 FM 지역 방송을 실시하고 있지 않은 방송국이 개편대상으로 여겨졌지만, 대부분 방송국이 보도 취재 거점＋영업 거점으로서 「지국」으로 격하 된 것에 비해 「보도실」로 격하된 방송국은 오타루와 이와미자와뿐이다.
- 동시에 무로란을 삿포로의, 기타미를 아사히카와의, 오비히로를 구시로의, 지국으로 격하할 계획도 있었지만 담당 방송구역 넓이등의 문제때문에 실현에는 이르지 않았지만 나중에 다시 이뤄질 가능성도 적지 않다.

## 채널·주파수
- 종합 텔레비전 삿포로본국 15ch(JOIK-DTV)
- 교육 텔레비전 삿포로본국 13ch(JOIB-DTV)
- 라디오 제1방송 삿포로본국 567kHz 100kw(콜사인 JOIK)
- 라디오 제2방송 삿포로본국 747kHz 500kw(콜사인 JOIB)
- FM방송 삿포로본국 85.2MHz　5Kw(콜사인 JOIK-FM)

## 홋카이도에 있는 다른 텔레비전· 방송국

### NHK
- NHK 하코다테 방송국
- NHK 아사히카와 방송국
- NHK 무로란 방송국
- NHK 기타미 방송국
- NHK 오비히로 방송국
- NHK 구시로 방송국

### 민영 방송국
- 삿포로 TV 방송(STV)(TV는 니혼 TV 계열, 라디오는 NRN 계열이며 라디오 부문은 현재 분사화하여 STV라디오로 불림)
- 홋카이도 방송(HBC)(TV는 도쿄 방송 계열, 라디오는 JRN·NRN계열)
- 홋카이도 분카 방송(uhb)(후지 TV 계열)
- 홋카이도 TV 방송(HTB)(TV 아사히 계열)
- TV 홋카이도(TVh)(TV 도쿄 계열)
- FM홋카이도(JFN 계열)
- FM노스웨이브(JAPAN FM LEAGUE 계열)